# Герб Австралии
Герб Австралии является официальным символом государства. Он был дарован стране королём Эдуардом VII 7 мая 1908 года, а текущая версия герба была дарована королём Георгом V 19 сентября 1912 года, хотя версия от 1908 года продолжала использоваться в некоторых случаях до 1966 года. Так, «старый» герб использовался на монетах достоинством шесть пенсов.

## Описание
В верхней половине герба расположен шестичастный щит с серебряной каймой, обременённой четырнадцатью чёрными трефовыми крестами, в верхней части которого слева направо представлены гербы штатов: Новый Южный Уэльс, Виктория и Квинсленд. В нижней части щита слева направо представлены гербы штатов: Южная Австралия, Западная Австралия и Тасмания. Щит увенчан золотой семилучевой «Звездой Содружества» над золото-лазоревым бурелетом. Шесть лучей звезды представляют собой 6 штатов, а седьмой представляет собой совокупность территорий и Австралии.
Кенгуру и эму, которые поддерживают щит, являются неофициальной эмблемой нации. Их изображение является признанием того факта, что они — представители австралийской фауны, которая встречается только на этом континенте. На заднем плане герба имеется венок, официальная национальная цветочная эмблема, хотя его изображение не является ботанически точным. В нижней части герба изображён свиток с названием государства.
Основание, девиз и расположенное позади всего цветущее древо акации официально не являются частями герба и не внесены в его блазон.

## История

Флаг Боумана 1806 года изображает эму и кенгуру

Герб 1908 года

После объявления о создании Австралийской федерации, 7 мая 1908 года король Эдуард VII одобрил дизайн первого официального герба Австралии. Оригинальный дизайн этого герба был вдохновлен флагом Боумана, на котором были расположены роза, трилистник и чертополох. Снизу щит поддерживали кенгуру и эму.
В 1908-м году был представлен герб по эскизу Вильсона Добса. Он состоял из щита в центре, семилучевой звезды вверху, кенгуру и эму, стоящих на основании из зелёной травы и поддерживающих щит, содержащий девиз «Advance Australia». Выбор изображений кенгуру, эму и девиза «Advance Australia» был сделан по символическим соображениям. На щите на белом фоне изображён красный крест Святого Георгия с голубой окантовкой по периметру, содержащий шесть символов, представляющих 6 штатов Австралии. Шотландская патриотическая ассоциация была настроена скептически, отметив, что герб должен содержать Флаг Союза и представлять британских и ирландских поселенцев. Этот герб был использован правительством и чеканился на монете в шесть пенсов в период с 1910 до 1963 года, а монете в три пенса, шиллинге и флорине — с 1910 по 1936 годы.
Герб, созданный в 1908 году, в 1911 году был официально предоставлен Георгу V 19 сентября 1912. Дизайн герба вызвал долгие дебаты в парламенте. Уильям Келли в парламенте сказал:
«Эму и кенгуру стоят так, что они вряд ли вписываются в геральдическую традицию, и я думаю, что смешно прилагать столько усилий, чтобы соблюсти все традиции Старого Света на нашем гербе в сочетании с изображением некоторых диких животных нашей австралийской фауны».
Несмотря на возражения, кенгуру и эму остались в новом гербе поддерживать щит но были изображены в более реалистичном стиле. Основная причина изменения герба заключалась в решении проблемы с представлением гербов штатов, которых на тот момент ещё не существовало. Решением явилось символическое изображение гербов каждого штата.
В 1912 году герб был приведён к современному виду, при этом надпись заменена на «Австралия». Цветы в венке были также изменены с синего и белого на синий и золотой. К фону были добавлены 2 цветка акации, однако они не является составной частью герба.

## Гербы штатов и территорий Австралии
Сокращённое описание:
- Новый Южный Уэльс — крест с золотой звездой
- Виктория — созвездие Южный Крест с имперской короной
- Квинсленд — синий Мальтийский крест
- Южная Австралия — птица-сорокопут
- Западная Австралия — лебедь на взлёте
- Тасмания — лев

|                           |               |                          |                      |
| Герб Нового Южного Уэльса | Герб Виктории | Герб Квинсленда          | Герб Южной Австралии |
|                           |               |                          |                      |
| Герб Западной Австралии   | Герб Тасмании | Герб Северной территории | Герб Канберры        |